# Nabonid-Zylinder
Die Nabonid-Zylinder  (auch Nabu-na’id-Zylinder, Sippar-Zylinder, Ur-Zylinder) enthalten keilschriftliche Darstellungen vom Wirken des letzten neubabylonischen Königs Nabonid. Eine Kopie der Exemplare befindet sich im Pergamonmuseum in Berlin; die zweite Ausführung im British Museum in London. Nachfolgend sind die Inhalte in Auszügen aufgeführt.

## Sippar-Zylinder
Der Text wurde erst nach Nabonids Rückkehr aus Tayma (542 v. Chr.) angefertigt und beschreibt idealisierend aus theologisch rückblickender Sicht die Berufung Nabonids zum König als göttliche Bestimmung. Weitere Themen sind die Ausgrabungen der Gründungsurkunden und Rituale für die Fundamente der Tempelneubauten. Der historische Bezug zur tatsächlichen Chronologie wird bezweifelt, da wichtige Ereignisse fehlen und Abweichungen zu den Nabonid-Chroniken vorliegen.

### Das Kyrosorakel
„Ich bin Nabonid, Diener der großen Götter […]. Sins großes Herz war zornig, er erweckte deshalb die Meder […]. Die Tempel von Harran wurden zur Ruine […]. Mein Interesse an den verfallenen Tempeln zeigte ich […]. Sin schickte mir einen Traum: Die Götter Marduk, der große Herr, und Sin, der den Himmel und die Unterwelt erleuchtet, standen zusammen. Marduk sprach mit mir: „Spanne die Pferdewagen an, erbaue Ehulhul neu, da Sin eine neue Wohnstätte benötigt.“ So fragte ich den Enlil der Götter, Marduk, erneut: „Die Umman-Manda belagern und schützen Harran, ihre Macht ist zu groß für mich.“ Aber Marduk prophezeite mir: "Die Meder, ihr Land und alle Könige, die mit Ihnen verbündet sind, werden bald nicht mehr existieren."“

### Die Traumvision erfüllt sich
„Mit Beginn meines 3. Regierungsjahres erweckten die Götter Kyros II., König von Anšan, den jungen zweithöchsten König […]. Mit einem kleinen Heer zog er gegen die Truppen der Meder und zerstreute sie in alle Richtungen […]. Er schlug Astyages, den König der Meder, und führte ihn gefangen in sein Land […]. Alles passierte nach den vorher verkündeten Worten von Marduk und Sin.“

### Tempelbau Ehulhul
„So war ich bemüht, den Befehl Sins auszuführen […]. In einem günstigen Moment, der mir von Šamaš geweissagt wurde, begann ich mit dem Aufbau vom Tempel Ehulhul […]. Schon zuvor hatte Aššurbanipal, Sohn des Asarhaddon, den Tempel erneuert […]. Ich musterte meine zahlreichen Truppen vom Gebiet des unteren- bis zum oberen Meer nahe Ägypten […]. In einem Moment, der von Šamaš und Adad, die mit der Weisheit des Ea und Asalluḫi ausgestattet waren, bestimmt war, fand ich die Gründungsurkunde von Salmanassar III., dem Sohn von Aššurnasirpal II. […]. Der Tempel wurde mit einer Gold-Silber-Lasur, die Kapelle mit einem silbernen Stier und das Tor des Sonnenaufgangs mit zwei Helden, den Zerstörern der Feinde, erbaut […]. Ich führte Sin und Ningal sowie Nusku und Sarduanna in der heiligen Prozession meiner Königsstadt Babylon […]. Ich gab reine Opfer in ihrer Gegenwart […]. Harran wurde schön wie brillantes Mondlicht errichtet.“

### Tafel II 26 bis III 7
„Oh Sin, König der Götter des Himmels, ohne den weder Land, Stadt oder Tempel gegründet werden kann […]. Ich, Nabonaid, habe deine befohlenen Arbeiten abgeschlossen und mir deine Gunst erworben […]. Möge Sin meine Jahre und Herrschaft verlängern und die Feinde vernichten […]. Ningal, die Mutter der großen Götter, sprach sich bei ihrem Gatten Sin für mich aus […]. Ihre Nachkommen Šamaš und Ištar reden gut von mir vor ihrem Schöpfer Sin […]. Nusku, erhöre meine Gebete und lasse gute Taten für mich folgen […]. Für Šamaš, Richter des Himmels und der Unterwelt, erneuerte ich seinen Tempel Ebabbar in Sippar […]. Nebukadnezar II. hatte den Tempel restauriert, aber nicht die Gründungsurkunde gefunden […]. Nach 45 Jahren sackten die Wände des Tempels […]. Während der Restaurierungsarbeiten für seinen Tempel fand ich in der Tiefe von 18 Ellen die Gründungsurkunde von Naram-Sin, Sohn von Sargon, die kein König vorher in 3.200 Jahren fand […]. Zu einem günstigen Zeitpunkt, der mir von Šamaš und Adad vorhergesagt wurde, im Monat Tašrîtu legte ich seinen Gründungsziegel und vollzog die heiligen Riten […]. 5.000 Balken aus Zedernholz verwendete ich für den Tempel Ebabbar und das Zikkurat E-kunankuga, der reinen Treppe in den Himmel […]. In einer freudigen Prozession führte ich Šamaš nach Vollendung in seine Lieblings-Wohnung.“

### Tafel III 8 bis III 51
„Ich salbte die Inschrift von Naram-Sin, veränderte sie aber nicht, und legte sie mit meiner Inschrift auf den ursprünglichen Platz […]. Oh Šamaš, großer Herr des Himmels und der Unterwelt, Licht der göttlichen Nachkommen von Sin und Nergal, sie werden auf mich wohlwollend blicken […]. Sie erhören meine Gebete und akzeptieren meine Taten […]. Jeden Tag bei Sonnenauf- und Sonnenuntergang blicken sie freudig nach dem Bau ihres Ebabbar Tempels und der Kapelle auf mich herab […]. Der Tempel Eulmaš der Kriegsgöttin Anunitu, Tochter von Enlil, die bei Sonnenauf- und Sonnenuntergang das Fundament ihres Heiligtums kontrolliert, wurde in Sippar-Anunitu vor 800 Jahren vom babylonischen König Šagarakti-šuriaš, Sohn des Kudur-Enlil I., in seinem Fundament erbaut […]. Ich erneuerte und vollendete ihr Werk […]. Ich war es, der Anunitu zu ihrem Wohnsitz führte […]. Oh Anunitu, wenn du in den Tempel einziehst, schaue freudig auf mich und bestätige Sin die von mir für dich vollbrachten Taten […]. Wen auch immer Sin und Šamaš als Könige berufen, die später die Tempel erneuern werden; sie sollen meine Inschrift finden, auf das sie immer erhalten bleibt […]. Mögen Šamaš und Anunitu dann ihre Gebete erhören […]. Mögen sie die Feinde vernichten, an der Seite der neuen Könige weilen und mit guten Worten zu ihrem Schöpfer Sin sprechen.“

## Ur-Zylinder
Der Nabonaid-Zylinder aus Ur beschreibt die Restaurierungen vom Zikkurat Elugalgalga, das zum Sin-Tempel Egišnugal gehörte. Die Erstellung der Inschrift wird auf die Zeit um 540 v. Chr. angesetzt. Die Informationen sind wertvoll, da hier der Synkretismus von Sin, Marduk und Nabu gut sichtbar wird. Der Babylonierkönig verwendet Sin, vergleichbar des Elohim zu JHWH in der hebräischen Sprache, in einer pluralistischen Form. Die zusätzliche Verbindung von Marduk, Nabu und Sin im Zusammenhang mit der Verehrung der Tempel ist völlig neu, da die Marduk-Priesterschaft diese Kombination nicht verwendete. In der Bibel (Dan 5 ) wird der Name Nabu-na’id durch Belšazar ersetzt, der dort als Sohn von Nebukadnezar II. dargestellt wird.

### Tafel I 1 – III 31

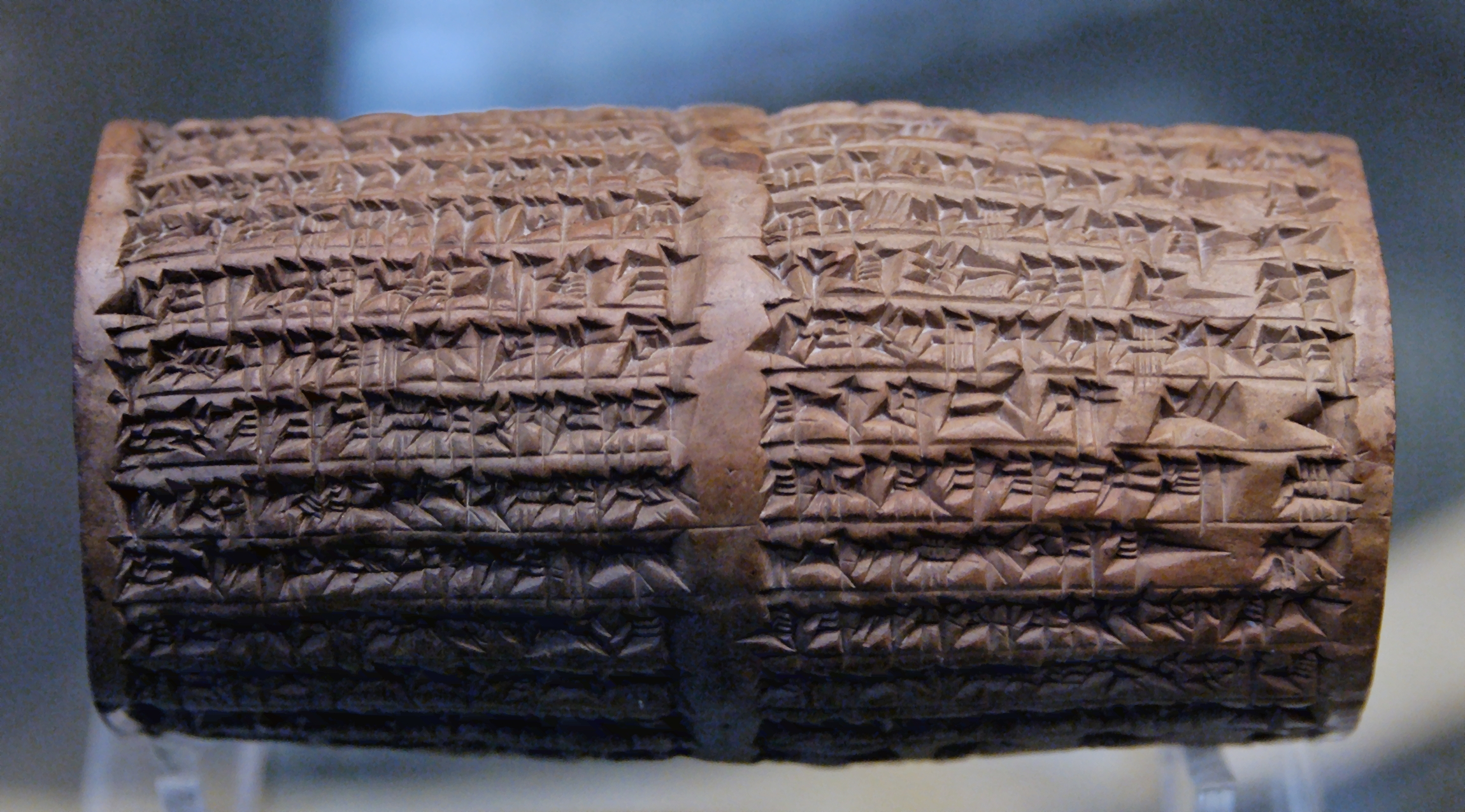
Nabonaid-Zylinder: Sin-Tempel in Ur

„Ich bin Nabonaid, König von Babylon, Bewahrer der Tempel Esaĝila und Ezida, Ausführender der Befehle von den großen Göttern […]. Die Arbeiten des Zikkurats Elugalgalgasisa von Egišnugal in Ur wurden von Ur-Nammu begonnen und von seinem Sohn Šulgi beendet […]. Die alten Gründungsurkunden konnte ich lesen und verstehen […]. Auf den alten Fundamenten erneuerte ich nach deren Anweisungen das Heiligtum […]. Ich tat dies alles für Sin, dem König der Götter im Himmel und der Unterwelt, dem Gott über den Göttern […]. Oh Sin, Gott der Götter, mögen dir die Tempel wieder Freude bereiten, wenn du sie bewohnst […]. Mögen nun Weihungen der Götter für die erneuerten Tempel folgen […]. Mögen die Menschen deine gesprochenen Worte respektvoll befolgen und nicht in Sünde gegen dich verfallen […]. Egišnugal soll der Mittelpunkt in ihren Herzen sein und als Spende für den Himmel gesehen werden […]. Bewahre mich vor der Sünde, dir nicht zu dienen […]. Schenke mir noch viele Tage im Leben […]. Möge den Menschen wie bei Belšazar, dem ältesten Sohn meiner Nachkommen, Ehrfurcht angedeihen […]. Wenn die Menschen für ihre Götter die Rituale streng befolgen, werden auch sie wie mein Sohn mit einem guten Leben in Wohlstand und Freude gesegnet sein.“